# Amtsgericht Löwen
Das Amtsgericht Löwen war ein preußisches Amtsgericht mit Sitz in Löwen, Provinz Schlesien.

## Geschichte
Das königlich preußische Landgericht Löwen wurde mit Wirkung zum 1. Oktober 1879 als eines von sechs Amtsgerichten im Bezirk des Landgerichtes Brieg im Bezirk des Oberlandesgerichtes Breslau gebildet. Der Sitz des Gerichtes war Löwen. Sein Gerichtsbezirk umfasste aus dem Kreis Brieg den Stadtbezirk Löwen und die Amtsbezirke Fröbeln, Groß Jenkwitz, Lossen und Taschenberg-Michelau. Am Gericht bestanden 1880 zwei Richterstellen. Das Amtsgericht war damit ein kleines Amtsgericht im Landgerichtsbezirk.
Im Jahre 1945 wurden der Amtsgerichtsbezirk unter polnische Verwaltung gestellt und die deutschen Einwohner vertrieben. Damit endete auch die Geschichte des Amtsgerichtes Löwen.